# Bojovský potok
Bojovský potok är ett vattendrag i Tjeckien.   Det ligger i regionen Mellersta Böhmen, i den centrala delen av landet, 20 km söder om huvudstaden Prag. Bojovský potok ligger vid sjön Údolní nádrž Vrané.